# Shahrestān di Rudan
Lo shahrestān di Rudan (farsi شهرستان رودان) è uno dei 13 shahrestān della provincia di Hormozgan, il capoluogo è Deh Barez. Lo shahrestān è suddiviso in 4 circoscrizioni (bakhsh): 
- Centrale (بخش مرکزی)
- Rodkhaneh (بخش رودخانه), con la città di Zeyarat-e 'Ali.
- Jaghin (بخش جغين)
- Bikah (بخش بيكاه)